# Campeonato Carioca de Futebol de 2006 - Segunda Divisão
O Campeonato Carioca da Segunda Divisão de 2006 foi a 29ª edição da segunda divisão do campeonato estadual de futebol profissional do Rio de Janeiro. A competição foi organizada pela Federação de Futebol do Estado do Rio de Janeiro (FERJ).

## Participantes
Participaram do Campeonato Estadual da Segunda Divisão as seguintes agremiações:
- Angra dos Reis Esporte Clube, de Angra dos Reis
- Centro Esportivo Arraial do Cabo, de Arraial do Cabo
- Artsul Futebol Clube Ltda., de Nova Iguaçu
- Bangu Atlético Clube, do Rio de Janeiro
- Barcelona Esporte Clube, do Rio de Janeiro
- Barra da Tijuca Futebol Clube, do Rio de Janeiro
- Boavista Sport Club, de Saquarema
- Bonsucesso Futebol Clube, do Rio de Janeiro
- Campo Grande Atlético Clube, do Rio de Janeiro
- Casimiro de Abreu Esporte Clube, de Casimiro de Abreu
- Central Sport Club, de Barra do Piraí
- Céres Futebol Clube, do Rio de Janeiro
- CFZ do Rio Sociedade Esportiva Ltda., do Rio de Janeiro
- Duque de Caxias Futebol Clube, de Duque de Caxias
- Duquecaxiense Futebol Clube, de Duque de Caxias
- Entrerriense Futebol Clube, de Três Rios
- Estácio de Sá Futebol Clube, do Rio de Janeiro
- Guanabara Esporte Clube, de Araruama
- Itaperuna Esporte Clube, de Itaperuna
- Associação Esportiva Independente, de Macaé
- Macaé Esporte Futebol Clube, de Macaé
- Mesquita Futebol Clube, de Mesquita
- Esporte Clube Miguel Couto, de Nova Iguaçu
- Olaria Atlético Clube, do Rio de Janeiro
- Paraíba do Sul Futebol Clube, de Paraíba do Sul
- Profute Futebol Clube, de Casimiro de Abreu
- Clube Esportivo Rio Branco, de Campos dos Goytacazes
- Rubro Social Esporte Clube, de Araruama
- São Cristóvão de Futebol e Regatas, do Rio de Janeiro
- Serrano Foot Ball Club, de Petrópolis
- Teresópolis Futebol Clube, de Teresópolis
- Esporte Clube Tigres do Brasil, de Duque de Caxias
- União Central Futebol Clube, do Rio de Janeiro
- União de Marechal Hermes Futebol Clube, do Rio de Janeiro
- Villa Rio Esporte Clube, do Rio de Janeiro